# Marian Rejniewicz

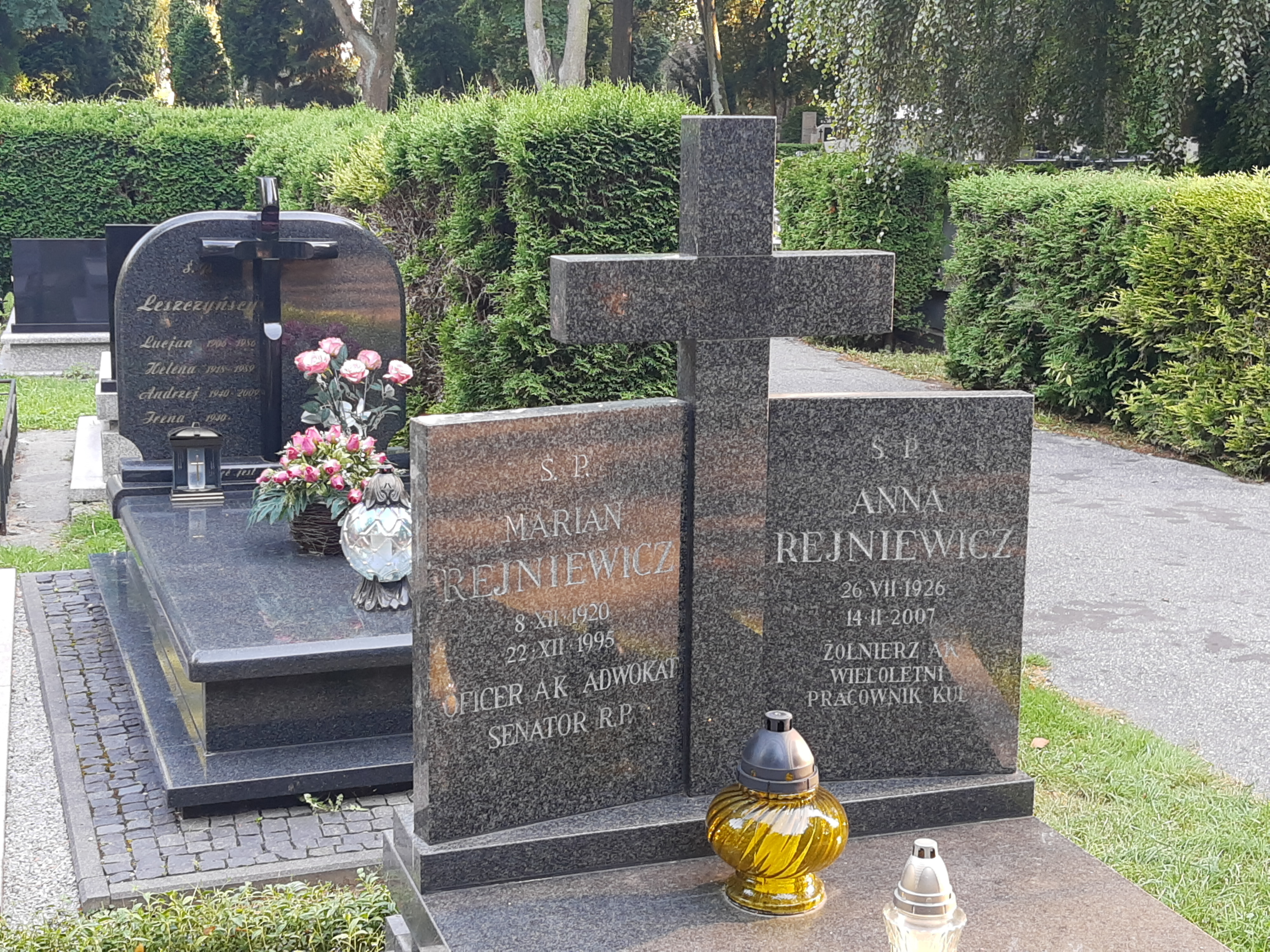
Grób Mariana Rejniewicza na cmentarzu przy ul. Lipowej w Lublinie

Marian Stanisław Rejniewicz (ur. 8 grudnia 1920 w Osinach, zm. 22 grudnia 1995 w Lublinie) – polski prawnik i polityk, adwokat, senator II kadencji.

## Życiorys
Urodził się w rodzinie nauczycielskiej. W czasie II wojny światowej wraz z ojcem walczył w Armii Krajowej, był uczestnikiem akcji „Burza” – wziął udział w wyzwalaniu miast na Lubelszczyźnie spod okupacji niemieckiej w 1944. Studiował prawo na Katolickim Uniwersytecie Lubelskim. W latach 1953–1956 więziony za przynależność do AK.
Po zwolnieniu podjął praktykę jako adwokat, pracował w zespołach adwokackich w Opolu Lubelskim i Puławach, następnie zaś otworzył własną kancelarię. W latach 80. bronił osób oskarżanych w procesach politycznych. Od 1987 należał do Konfederacji Polski Niepodległej. W latach 1991–1993 z ramienia KPN sprawował mandat senatora, reprezentując województwo lubelskie. W Senacie był m.in. zastępcą przewodniczącego Komisji Inicjatyw i Prac Ustawodawczych. W 1993 bez powodzenia ubiegał się o mandat poselski. Po odejściu z parlamentu powrócił do wykonywania zawodu adwokata.
Był teściem aktora Piotra Wysockiego.
Pochowany w części komunalnej cmentarza przy ul. Lipowej w Lublinie (kwatera P4KI–4–1).